# 王國憲
王國憲為中國清朝武將官員，本籍湖南。王國憲於1684年（康熙23年），於台灣地區擔任台灣北路營參將（營署設於諸羅），他亦是北路營之首任主官。而此官職是台灣清治時期此期間，受台灣鎮總兵制約的台南以北最高軍事將領。除此，也象徵漢人開墾台灣西部平原的開始。
| 前任： 無 | 台灣北路營參將 1684年上任 | 繼任： 袁廷芝 |